# Monasterio de Santa María (Gualter)
El monasterio de Santa María de Gualter es un monasterio del arte medieval catalán y está situado en la entrada del pueblo de Gualter, capital del municipio de La Baronia de Rialb (la Noguera). Actualmente no tiene vida monástica.

## Historia
El lugar de Gualter fue cedido al monasterio de Santa María de Ripoll por el conde Wifredo el Velloso, que habría ocupado el lugar antes del 890. En 1079 era propietario del lugar el conde Ermengol IV de Urgel. El mismo conde, para ayudar al levantamiento del nuevo monasterio, cedió al abad de Ripoll la mitad de las primicias de los pueblos que había terminado de conquistar a los árabes y de los que ganara en adelante dentro de la plana de «Mascançà», a partir de la sierra de Almenar.
Los primeros intentos de edificación del monasterio se hicieron a partir de 1118, cuando se creó una cofradía de clérigos y laicos para levantar el monasterio, que estaba listo en 1207. Los condes de Urgel, en especial Ermengol VIII, continuaron favoreciendo al monasterio, que tenía un buen patrimonio. Sin embargo, nunca pasó de ser un pequeño priorato, que contaba sólo con un prior, cuatro monjes y algunos sacerdotes beneficiados.
La vida monástica decayó mucho en el siglo XV y el papa Clemente VIII lo suprimió totalmente en 1593 con el fin de dotar con sus rentas al capítulo de Solsona. En adelante fue una simple iglesia parroquial.
El lugar que durante mucho tiempo se encontró en lamentable ruina, ha sido rehabilitado, y aunque fue afectado profundamente después de una explosión durante la guerra civil, aún se puede apreciar la grandeza y la belleza de la gran iglesia, iniciada después de 1118 y consagrada en 1207.

## Arquitectura
El valle del río Rialb tenía construcciones religiosas ya de finales del siglo IX. En la obra del monasterio se pueden observar restos bastante primitivos, es decir, del siglo XI.
Parece que la estructura de la residencia del monasterio ha sido la misma desde el comienzo, la iglesia orientada con el altar mayor hacia levante, al lado del mediodía hay el convento con el claustro en medio. Durante la segunda mitad del siglo XI habría alguna obra en curso, como lo da a entender la promoción de la cofradía que debía ayudar a las construcciones que se llevaban a cabo en Gualter. Puede que entonces ya fuera edificada una parte del claustro, del que queda una muestra, otro resto deobra  de esta época, puede ser una portalada y el muro del lado sur del patio destinado a ser el claustro.
A continuación los próximos trabajos se invirtieron en la nueva iglesia de grandes proporciones. Tanto en el interior como en el exterior, se observa un estilo de transición entre el románico y el ojival, similar a la catedral de la Seu Vella de Lérida o en la catedral de Tarragona, que son de finales del siglo XII o primeros años del siguiente. Las arcadas son un poco apuntadas, los grandes espacios interiores, la mayor altura de los arcos y bóvedas dejan atrás la estrechez del templo románico, así se puede apreciar en los tres ábsides de Gualter de los ábsides de las iglesias románicas.
El templo tiene un transepto de las mismas proporciones que la nave central, los tres ábsides en las paredes 
de levante se corresponden a las naves, las dos laterales son de dimensiones más reducidas en la anchura y la altura, pero relativamente 
amplias. El arco triunfal del presbiterio está aparentemente sostenido por dos columnas adosadas a 
cada lado. También tienen columnitas como elemento ornamental las ventanas del ábside central.
Durante los primeros años del siglo XIV se abrieran capillas en los muros laterales para las fundaciones que se destinaban.
El arcosolio gótico y el paramento del muro norte del claustro se realizó en otra época de prosperidad o de buena organización en el monasterio, que bien podría ser la de Pedro de Casas o de los inmediatos priores sucesores, no fue esto una reconstrucción general, sino parcial, que respetó el claustro románico al menos en parte. De pleno florecimiento del gótico es la fachada oriental de esta parte del claustro.
Los trabajos que se hicieron durante la segunda mitad del siglo XVIII fueron obras de conservación.
Antes de la Guerra Civil de 1936, había culto en la iglesia de Gualter. Algunas dependencias ya estaban ruinosas antes de esta guerra y el claustro ya estaba destruido en su mayor parte. Las dependencias de la banda de poniente desde el siglo XX han sido habilitadas para moradas y corrales. Durante la guerra, la iglesia fue ocupada como almacén y polvorín; se hizo estallar al final durante el paso del frente bélico, lo que dejó muchos destrozos, especialmente en la cubierta.
A fecha de hoy, el claustro ya ha sido restaurado y las dependencias anexas adaptadas como sede del ayuntamiento y de la oficina de turismo. Se realizan visitas guiadas para todos los públicos.

## Descripción del templo

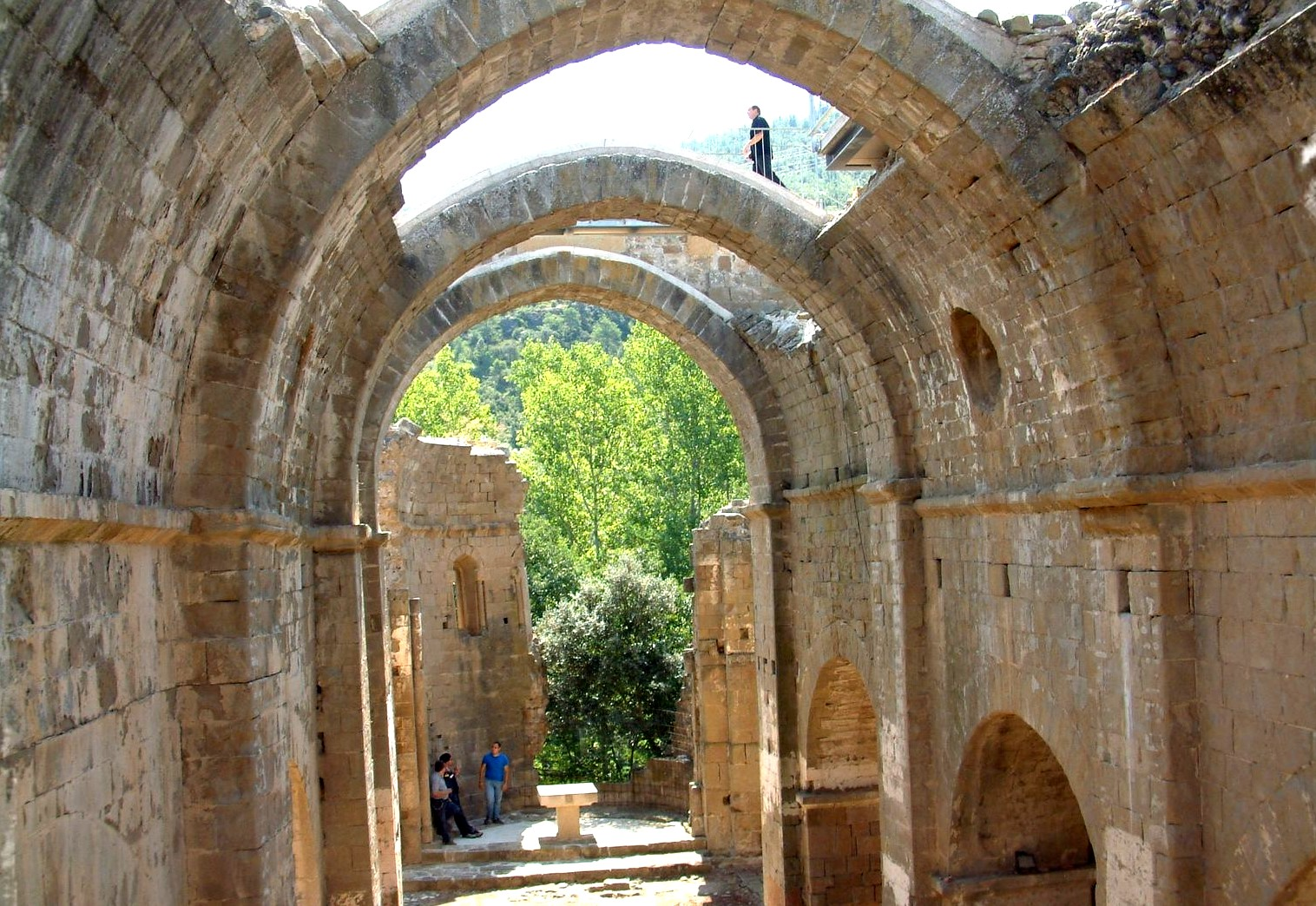
La iglesia del conjunto monástico

El templo forma un cuadrilátero con los tres ábsides al lado de levante y la fachada principal a poniente. De la construcción monacal queda la parte de levante y las dos plantas del claustro en el lado del mediodía, así como un muro de poniente. El cuerpo edificado de la orilla del río Segre fue reconstruido durante la época gótica y de este estilo se conserva dos ventanales en la planta superior de la parte que da al río, en la planta baja y de cara al claustro hay una portada de arco de medio punto y grandes dovelas; en el extremo dentro del claustro actual hay otra puerta también de medio punto y dovelas más pequeñas. Otra parte de la estancia monacal se conserva medio en ruinas y medio ocupada por las casas vecinas en la parte del mediodía, donde están las dos plantas de la arquería del claustro. En el interior hay una puerta de arco de medio punto y dovelas pequeñas. Las arcadas y columnas del claustro fueron restauradas en 1986. Se conservan algunas columnas y capiteles. Consta de ocho arcos entre columnas y unos pilares, y otra arcada entre dos trozos de muro o pilares. Los capiteles de poca altura están adornados de hojas y ramas. La segunda planta se ha rehecho con pilares rectangulares, astrágalo alargado, arquitrabe y cubierta de vigas y tejas. Las aberturas son doce.
Algunas portadas y trozos del muro pertenecen a las construcciones primeras o anteriores a la iglesia actual. De las otras galerías del claustro sólo quedan los muros del fondo, los agujeros o soportes de la cubierta y parte del fundamento del muro donde descansaban las arcadas.
La iglesia tal como se mantiene actualmente conserva casi todo el muro de mediodía, en la parte junto al claustro y unos metros de altura del restante, se mantiene en pie un arco toral de la nave central y los cuatro que sostenían el cimborrio en el crucero; del ábside central falta la mitad y el muro que queda está agrietado. Cuando explotó el polvorín durante la guerra, tanto el muro frontal de la fachada como el del norte y el ábside central quedaron bastante perjudicados.
El paramento es de bloques de piedra, picados con escoda y bien ajustados. La bóveda central está derrumbada y por los arcos torales se sabe que era un poco apuntada, tampoco se han conservado las bóvedas laterales del crucero. Las bóvedas de las naves laterales eran de cañón y se conservan en parte.
De la fachada se ven unos tres metros de altura y la apertura de la portada, que tiene unos dos metros de luz. Según fotografías anteriores a la guerra, la portada consistía en un arco de medio punto con dovelas de tipo medio; más adelante y de más diámetro había otra arcada de dovelas más grandes, que en conjunto hacían una arquivolta. En la misma fachada había un ventanal de doble derrame y otra a cada lado en frente de cada nave lateral; tenía una espadaña de dos ojos en la cima.
En el muro de mediodía, a una altura de unos seis metros y distribuidas simétricamente, hay tres ventanas de doble derrame, tiene dos cornisas paralelas bajo el alero, separadas por un espacio de un metro en toda la longitud de la pared que está a la vista. En el lugar de la nave del crucero se conserva una portada de unos tres metros de altura, arco de medio punto y dovelas pequeñas, que junto con un trozo de muro y una ventana tapiada, cerca del ábside, parecen de una construcción anterior. En el mismo muro, más cerca del frontis, hay una apertura ciega con arcosolio apuntado y moldura en el entorno, de cordones, sobre impostas de corte semicircular. Hubo un osario sobre ménsulas. Hay dos osarios más conservados en el Museo Diocesano de la catedral de Urgel, en la Seo de Urgel.
En el ábside central, sin las arquerías lombardas del primer románico, había tres ventanales, con el arco de medio punto y pequeñas dovelas, con columna a cada lado de la arcada inferior, hecha de dovelas que se adentran en forma de embudo. Los demás ábsides tenían una ventana en el centro  para dar luz, están realizadas con pequeñas dovelas que se adentran en forma cónica. Una cornisa recorre la curva del ábside sostenida y adornada con pequeñas cartelas.
El cimborrio era de cuatro caras; había sobre los arcos torales la linterna con unas ventanas. A la misma altura que la de los ábsides, a lo largo de los muros de la nave central seguía una cornisa sin las cartelas. El arco preabsidial era sostenido por columnas gemelas y capiteles floreados, ahora bastante destruidos o perdidos. Recientemente, se ha reencontrado una de las impostas, decorada con entrelazados. En las bóvedas laterales se conservan dos arcos torales a cada lado; la bóveda de mediodía es más estrecha que la de norte, están sostenidas por tres pares de gruesos pilares, con planta de cruz griega, sobrepuesta a un cuadrado. Junto a la puerta de entrada y entre el muro de frontis y los dos primeros pilares se conserva una bóveda de buena piedra y apuntada, que podría ser la correspondiente al coro.

## Retablo

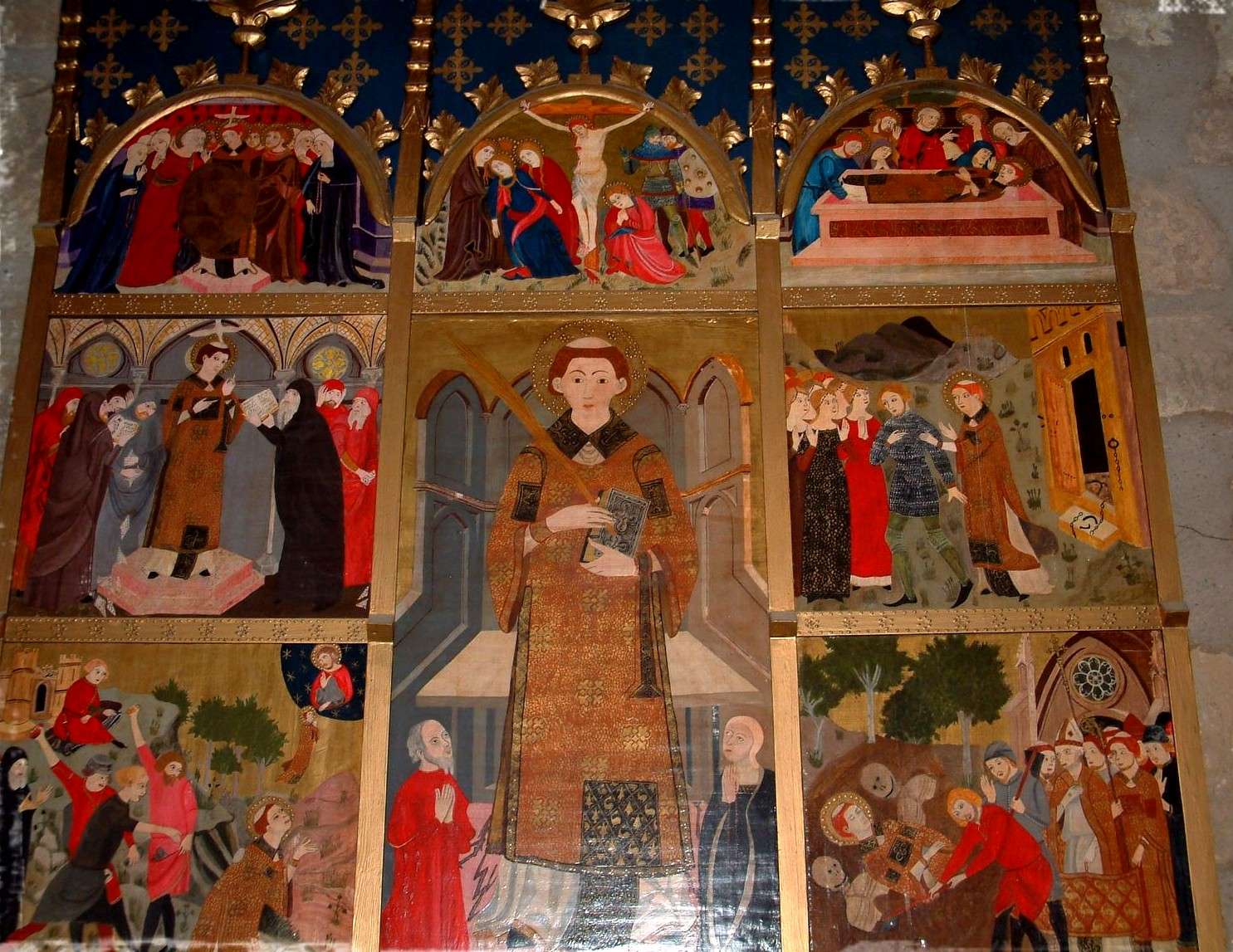
Copia del retablo gótico de San Esteban

Este retablo es un conjunto pictórico realizado con la técnica del  temple sobre madera y estructurado en tres tablas unidas verticalmente-tríptico-y divididas en compartimentos cuadrangulares separados por cenefas de bordadura picada, las escenas o secuencias superiores están rematadas por arcos ligeramente apuntados y en la parte superior se remata con unos elegantes florones y cresterías, los marcos externos e internos que enmarcan las tablas están ornamentados a base de estilizadas cenefas doradas y rematados con agujas perladas. Midee 186 x 185 cm. y, aunque carece del bancal inferior, se conserva en buen estado en la sección de arte gótico del Museo Nacional de Arte de Cataluña, donde ingresó a mediados de los años 1920. Desde mediados del siglo XIV, había formado parte del patrimonio artístico del monasterio de Santa María y ocupaba uno de los altares laterales de la cabecera de la iglesia basilical. Los expertos apuntan que la cronología de ejecución del retablo puede ser entre 1360 y 1370.

### Autoría
Como objeto de culto es el exponente de un estilo y una estética artística de carácter internacional, realizado por un artista catalán completamente consagrado en su época. Se trata de Jaume Serra, el segundo de los hermanos Serra, que aparece documentado en el año 1358, cuando contrató un retablo para la catedral de Gerona. Sus obras, como la del retablo de Gualter, resultan siempre atractivas gracias a la perfección de la técnica pictórica utilizada, la delicadeza de los colores y a la corrección del dibujo.